# Inga feuilleei
El pacay, pacae, jinicuil o guaba (Inga feuilleei) es un árbol mimosáceo de la familia de las leguminosas que se encuentra en América del Sur y en América Central. Nombrado en honor de Louis Feuillée También es conocido como guamo.

Fruto

## Descripción

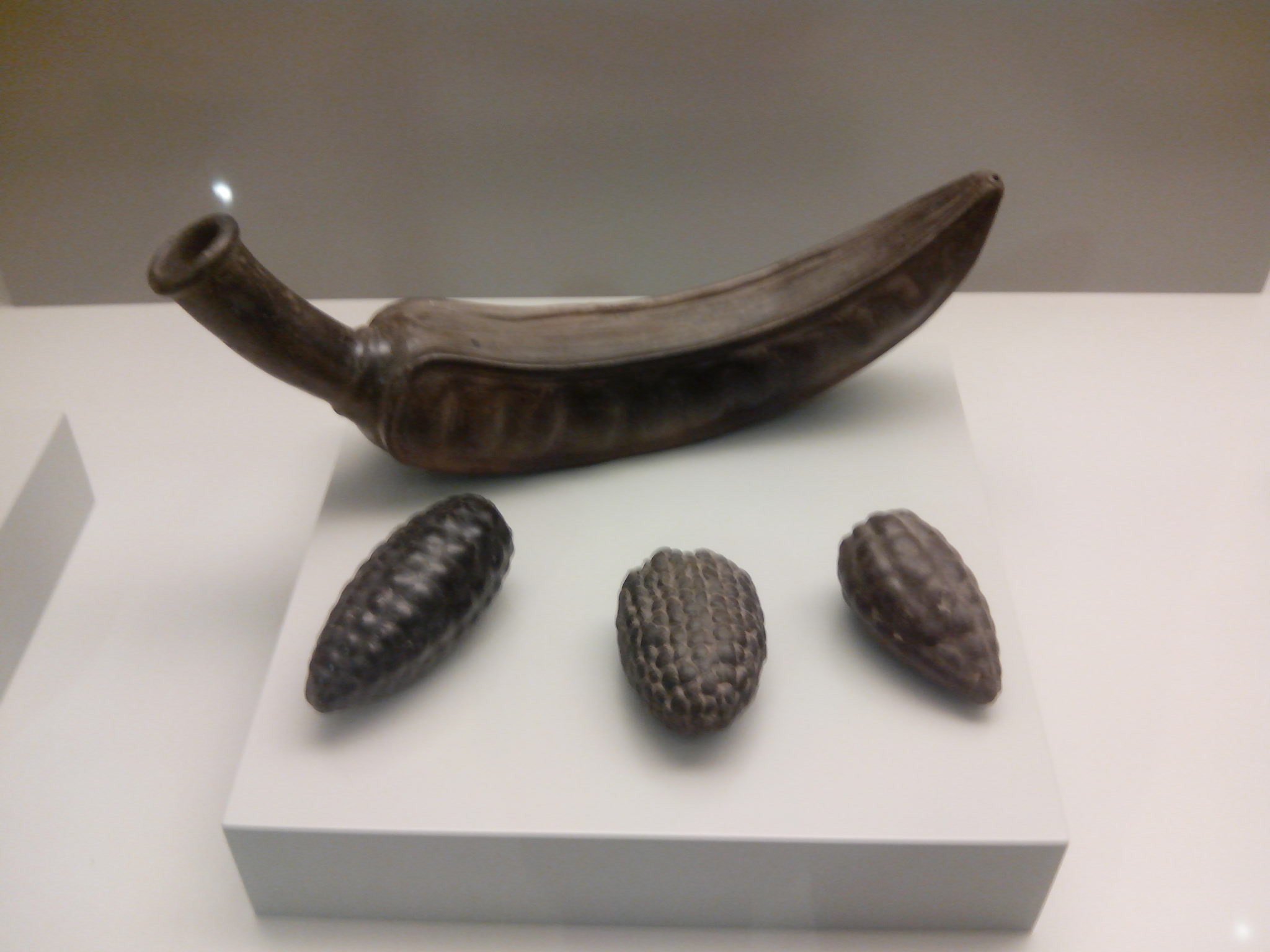
Cerámica moche en forma de pacae (Museo de América, Madrid)

Inga feuilleei recuerda por su forma a una mimosa y es cultivada por sus grandes vainas de color verde oscuro, en cuyo interior se encuentra el fruto comestible, como un algodón de color blanco embebido en néctar, que recubre una semilla o "pepa" negra. 
El pacay abunda en el departamento de Lambayeque (Perú), en los campos frutales de Jayanca y El Puente, donde se lo conoce también con el nombre de "guaba," calificativo también usado en Centroamérica. También abunda en los valles de Cochabamba y en el oriente boliviano.

## Taxonomía
Inga feuilleei fue descrita por Augustin Pyrame de Candolle y publicado en Prodromus Systematis Naturalis Regni Vegetabilis 2: 433. 1825.
Sinonimia
- Inga cumingiana Benth.
- Inga edulis sensu auct.
- Inga feuillei DC.[4]